# 小野一志
小野 一志（おの かずし、1953年7月 - ）は日本の実業家、オノデン社長。東京都在住。オノデン創業者の小野仁助は父。
東京都立上野高等学校を経て、1976年に立教大学経済学部を卒業。古賀鋼材（現・古賀オール）で勤務したのち、1985年にオノデン入社。1995年、代表取締役社長就任。オノデンの社長としては3代目にあたる。
2002年に谷口好市（ラオックス元社長）の後を受け、秋葉原電気街振興会の会長に就任。
| スタブアイコン | サブスタブ | この項目は、まだ閲覧者の調べものの参照としては役立たない、人物に関連した書きかけの項目です。この項目を加筆・訂正などしてくださる協力者を求めています（P:人物伝/PJ:人物伝）。 |